# Arthropleura
 Arthropleura  ist eine Gattung ausgestorbener landbewohnender Gliederfüßer aus dem späten Paläozoikum von Nordamerika und Europa. Sie ist vom obersten Viséum (oberes Unterkarbon) bis ins Unterperm nachgewiesen. Die Vertreter dieser Gattung erreichten eine Länge von mehr als 2,5 Metern und waren damit die größten jemals lebenden Gliederfüßer. Durch ihre Größe standen sie in Konkurrenz zu den zeitgenössischen Landwirbeltieren (Tetrapoda). Ihre nächsten lebenden Verwandten sind vermutlich die Tausendfüßer (Myriapoda).
Die Art Arthropleura armata wurde von der Paläontologischen Gesellschaft zum Fossil des Jahres 2015 gewählt.

## Körperbau

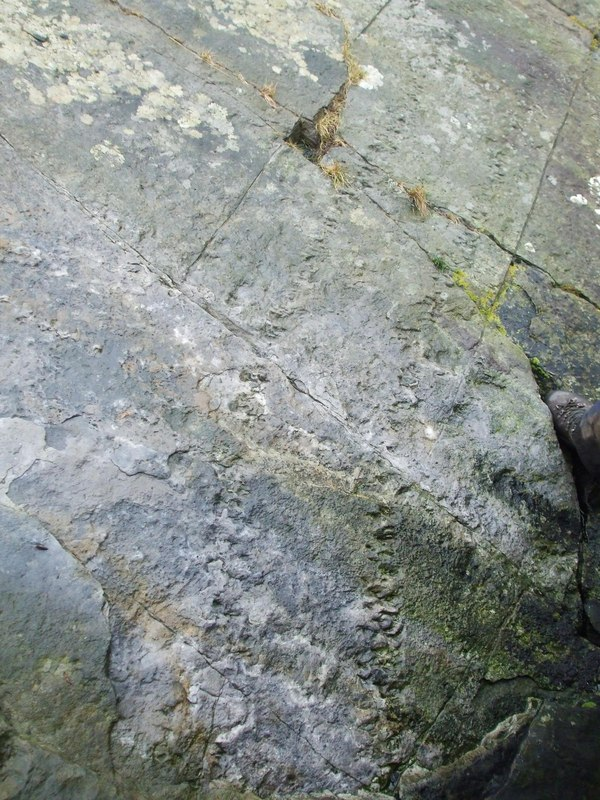
Fossile Fährte eines großen Arthropoden, die vermutlich von einem Vertreter der Gattung Arthropleura hinterlassen wurde. Das Sediment, in welches die Spuren im Oberkarbon eingedrückt wurden, ist heute zu einem Sandstein verfestigt. Bei dieser Fährte handelt es sich um das Typus-Exemplar der Ichnospezies Diplichnites cuithensis. Das Foto wurde in der Nähe von Lochranza, Isle of Arran, Schottland aufgenommen.

Das Außenskelett bestand aus ungefähr 32 Körpersegmenten, mit je einem Beinpaar. Die größten Körpersegmente waren 48 Zentimeter breit. Die Körpergröße ist vermutlich auf den hohen Sauerstoffgehalt von 35 % und die hohe Luftfeuchtigkeit in den Farnwäldern des Karbons zurückzuführen, was bei vielen Gliederfüßern mit ihrem nahezu vollständig passiven Transport der Luft über Tracheen ins Körperinnere einen Riesenwuchs förderte. Im Gegensatz zu den modernen Tausendfüßern, zu deren engerer Verwandtschaft Arthropleura gezählt wird, war der Rumpf-Querschnitt nicht annähernd kreisförmig, sondern abgeflacht, mit einer geraden Ventral- und einer schwach konvexen Dorsalseite. Arthropleura besaß offenbar einst seitliche Stielaugen, die aber anders als bei Fliegen oder Libellen keine Facettenaugen waren. Aus Scans geht ebenfalls hervor, dass die Fühler aus sieben Segmenten bestanden und die Mundwerkzeuge zangenartig geformt waren. Zum Fangen von Beutetieren waren diese aber wahrscheinlich genauso wenig geeignet wie die anderen Körperanhängsel des Gliederfüßers, so die Einschätzung des Teams um Lhéritier.
Aus den Überresten des größten bislang gefundenen Exemplars wurde auf eine maximale Körperlänge von rund 2,6 m, eine Breite von 55 cm und ein Gewicht von 50 kg geschlossen.

## Lebensweise
Auf die Ökologie von Arthropleura kann in erster Linie aus den Eigenschaften der Sedimentgesteine geschlossen werden, in denen entsprechende Körper- und Spurenfossilien gefunden wurden. Diese Gesteine wurden zu etwa gleichen Teilen als ursprüngliche Ablagerungen von Sumpfwäldern („Steinkohlewäldern“) und Tiefebenen interpretiert.  Da es sich bei nahezu allen Körperfossilien von Arthropleura nicht etwa um Überreste verendeter Tiere, sondern um Häutungsreste – sogenannte Exuvien – handelt, konnte bis vor kurzem über die Nahrungsgewohnheiten keine sicheren Aussagen getroffen werden, insbesondere weil die Kopfunterseite nebst dem Kauapparat noch völlig unbekannt war. Vermutlich ist dies auch einer der Gründe dafür, dass bislang noch keine Exemplare von Arthropleura mitsamt fossil überliefertem Mageninhalt gefunden wurden. Zwar ist 1967 ein Fund eines juvenilen Individuums zusammen mit Resten von Bärlapp-Bäumen vermeldet worden, jedoch hat dessen Neuuntersuchung in den 2000er Jahren ergeben, dass es sich dabei nicht um Mageninhalt, sondern um zufällig zusammen mit den tierischen Überresten überliefertes Pflanzenmaterial handelt. Den durch Mikro-Computertomographie durchgeführten Untersuchungen auf außergewöhnlich gut erhaltene Exemplare aus der karbonischen Lagerstätte Montceau-les-Mines (Frankreich) nach, weist Arthropleura sowohl Merkmale von Tausendfüßern als auch von Hundertfüßern auf. Eine auf morphologischen und transkriptomischen Daten basierende Gesamtbeweis-Phylogenie identifiziert Arthropleura als eigenständige Stammgruppe der Tausendfüßer, doch die Einbeziehung der stark unvollständigen silurisch-devonischen Eoarthropleura rückt sie tiefer in den Stamm der Myriapoden. Es wird davon ausgegangen, "dass sich Arthropleura von Detritus, also von toter organischer Materie wie Laubstreu und Aas, ernährte. Dafür spricht auch, dass der Riesentausendfüßer aufgrund seiner Körpersegmentierung und verhältnismäßig kurzen Beine wahrscheinlich eher gemächlich unterwegs war und damit nicht gerade als aktiver Jäger taugte".

## Vorkommen
Fossilien von Arthropleura kommen in den Ablagerungen karbonischer und unterpermischer Kohlesümpfe vor. Dort hat man sie sowohl in Europa (Großbritannien, Frankreich, Deutschland, Polen, Tschechien) als auch in Nordamerika (Pennsylvania, Ohio, Illinois, Neuschottland) gefunden. Die Art Arthropleura cristata stammt aus den berühmten Fossillagerstätten am Mazon Creek in Illinois. Die relativ kleine Typus-Art Arthropleura armata, deren Überreste im Saar-Nahe-Becken gefunden wurden, hat eine Länge von nur einem Meter. Weitere Fundstellen der Gattung auf deutschem Boden befinden sich bei Freital im Döhlener Becken sowie in Manebach bei Ilmenau im Thüringer Wald. Bei den in Chemnitz-Borna-Heinersdorf in der variszischen Frühmolasse (Viséum, höheres Unterkarbon, etwa 332 Millionen Jahre alt) des Hainichener Beckens aufgefundenen Arthropleura-Überresten handelt es sich um den bislang frühesten Nachweis. Auch der bislang jüngste sichere Fund stammt aus Chemnitz, und zwar aus dem Zeisigwald-Tuff (unteres Unterperm, etwa 291 Millionen Jahre alt), in dem auch der berühmte versteinerte Wald überliefert ist.
Eine vollständige Aufstellung der bekannten Körper- und Spurenfossilfundstellen von Arthropleura bzw. Diplichnites findet sich in Davies et al. (2021: Table 1).

## Trivia
Arthropleura spielten unter anderem in den britischen Fernsehserien Prehistoric Park – Aussterben war gestern und Primeval – Rückkehr der Urzeitmonster  sowie in dem Kinofilm Im Land der Dinosaurier (Australien, 2014) eine Rolle. Die Darstellung von Arthropleura in all diesen Produktionen, insbesondere in Primeval, entspricht nur teilweise gesicherten wissenschaftlichen Erkenntnissen bzw. beinhaltet rein spekulative Aspekte und soll in erster Linie der Unterhaltung der Zuschauer dienen. Im Buch und Hörspiel Die drei ??? und der unsichtbare Passagier spielt ein Arthropleura-Fossil eine wichtige Rolle.

## Weitere Literaturquellen
- G. Pacyna, S. Florjan, R. Borzęcki: New morphological features of Arthropleura sp. (Myriapoda, Diplopoda) based on new specimens from the Upper Carboniferous of Lower Silesia (Poland). In: Annales Societatis Geologorum Poloniae. Bd. 82, Nr. 2, 2012, S. 121–126 (online)